# Liste des châteaux des Côtes-d'Armor
La liste des châteaux des Côtes-d'Armor recense de manière non exhaustive les châteaux (de défense ou d'agrément), maisons fortes, mottes castrales et manoirs situés dans le département français des Côtes-d'Armor. Il est fait état des inscriptions et classements au titre des monuments historiques.

## Liste
| Icône            | Signification    | Abréviations             | Abréviations                  | Abréviations             | Abréviations           |
| ---------------- | ---------------- | ------------------------ | ----------------------------- | ------------------------ | ---------------------- |
| Château fort     | Château fort     | = Bastide                | = Ferme fortifiée             | = Maison forte           | = (Néo-)Palladianisme  |
| Renaissance      | Renaissance      | = Château gascon         | = Folie (montpelliéraine)     | = Manoir, Gentilhommière | = Résidence épiscopale |
| Domaine viticole | Domaine viticole | = Classicisme, classique | = Forteresse, fort(ification) | = Maison (noble)         | = Style Beaux-Arts     |
| Palais           | Palais           | = Commanderie            | = Gothique (flamboyant)       | = Néo-baroque            | = Style Second Empire  |
| Ruine ou disparu | Ruine, disparu   | = Château pinardier      | = Hôtel particulier           | = Néo-classique          | = Style italianisant   |
|                  |                  | = Demeure seigneuriale   | ... = Style Louis XII...XVI   | = Néo-gothique           | = Style troubadour     |
|                  |                  | = Éclectisme             | = Logis (seigneurial)         | = Néo-Renaissance        | = Villa (de Nice)      |
| Baroque, rococo  | Baroque, rococo  | = Édifice religieux      | = Motte castrale/féodale      | = Pavillon de chasse     | = Styles du XXe siècle |

| Type                                                        | Château                                        | Commune                                         | Protection | Notes                                                            | Coordonnées                  | Illustration |
| ----------------------------------------------------------- | ---------------------------------------------- | ----------------------------------------------- | --- | ---------------------------------------------------------------- | ---------------------------- | ------------ |
| Manoir, gentilhommière                                      | Manoir des Alleux                              | Taden                                           | Notice no IA22133305 | XVe et XVIe siècles                                              | 48° 28′ 09″ N, 2° 03′ 27″ O  |              |
| Château fort · Néo-classique                                | Château de l'Argentaye                         | Saint-Lormel                                    | Inscrit MH (1993) · Notice no PA00089642 · Notice no IA22000392                                                                        | XIe et XIXe siècles                                              | 48° 32′ 30″ N, 2° 13′ 21″ O  |              |
| Néo-gothique                                                | Château des Aubiers                            | Hillion                                         | Inscrit MH (2007) · Notice no PA22000026                                                                                               | XIXe siècle                                                      | 48° 29′ 56″ N, 2° 40′ 00″ O  |              |
| Manoir, gentilhommière                                      | Manoir de La Bage de Trégouèt                  | Corseul                                         | Notice no IA22133158 | XVIIe et XIXe siècles, ancienne abbaye, actuel hébergement       | 48° 28′ 37″ N, 2° 09′ 45″ O  |              |
| Néo-classique                                               | Château du Beau-Chêne                          | Quessoy                                         | Notice no IA22005267 | XIXe siècle                                                      | 48° 25′ 01″ N, 2° 41′ 40″ O  |              |
| Renaissance                                                 | Château de Beaubois                            | Bourseul                                        | Inscrit MH (1926) · Notice no PA00089037                                                                                               | XVIIe siècle                                                     | 48° 25′ 46″ N, 2° 16′ 33″ O  |              |
| Manoir, gentilhommière                                      | Château de Beauchêne                           | Langrolay-sur-Rance                             | Inscrit MH (2000) · Notice no PA22000010                                                                                               | XVIIIe et XIXe siècles                                           | 48° 33′ 19″ N, 2° 00′ 17″ O  |              |
| Baroque, rococo · Style Louis XIII                          | Château de Beaumanoir                          | Evran                                           | Inscrit MH (1925) · Classé MH (1965) · Notice no PA00089147                                                                            | XVIIe siècle                                                     | 48° 23′ 33″ N, 1° 59′ 13″ O  |              |
| Château fort                                                | Château de Beaumont                            | Guitté                                          | Inscrit MH (1926) · Notice no PA00089190                                                                                               | XVe siècle                                                       | 48° 34′ 36″ N, 2° 05′ 28″ O  |              |
| Manoir, gentilhommière                                      | Château de Beaussais                           | Trégon                                          | | XIXe siècle, actuel hôtel                                        | 48° 34′ 36″ N, 2° 10′ 28″ O  |              |
| Manoir, gentilhommière                                      | Manoir de Belêtre (Bel Être, Bellestre)        | Beaussais-sur-Mer (Ploubalay)                   | Notice no IA22017358 | XVIIe siècle                                                     | 48° 34′ 52″ N, 2° 09′ 07″ O  |              |
| Manoir, gentilhommière                                      | Château de la Bellière                         | La Vicomté-sur-Rance                            | Inscrit MH (1927) · Notice no PA00089740                                                                                               | XIVe siècle                                                      | 48° 29′ 43″ N, 1° 58′ 15″ O  |              |
| Château fort · Renaissance                                  | Château de Bienassis                           | Erquy                                           | Classé MH (2013) · Notice no PA00089143 · Notice no IA22004077                                                                         | XVe et XVIIe siècles                                             | 48° 35′ 17″ N, 2° 29′ 14″ O  |              |
| Manoir, gentilhommière · Ruine ou disparu                   | Château Bily                                   | Ploufragan                                      | | XIXe siècle, detruit                                             | 48° 30′ 36″ N, 2° 47′ 52″ O  |              |
| Renaissance                                                 | Château de Bogar                               | Quessoy                                         | Inscrit MH (1990) · Notice no PA00089760                                                                                               | XVIe et XVIIIe siècles                                           | 48° 24′ 21″ N, 2° 38′ 16″ O  |              |
| Château fort · Renaissance                                  | Château du Bois de la Motte                    | Pleslin-Trigavou                                | Inscrit MH (1951) · Notice no PA00089424                                                                                               | XVe et XIIe siècles                                              | 48° 31′ 07″ N, 2° 05′ 22″ O  |              |
| Baroque, rococo                                             | Château du Bois de la Salle                    | Pléguien                                        | Inscrit MH (1993) · Notice no PA00125339                                                                                               | XVIIIe siècle                                                    | 48° 37′ 23″ N, 2° 55′ 39″ O  |              |
| Manoir, gentilhommière                                      | Manoir de Boisfeuillet (Le Bois Feuillet)      | Pluduno                                         | Inscrit MH (1927) · Notice no PA00089526                                                                                               | XVIIe siècle                                                     | 48° 32′ 11″ N, 2° 16′ 14″ O  |              |
| Palais · Néo-classique                                      | Château de Caradeuc                            | Plouasne, Saint-Pern et Longaulnay              | Site classé (1945) · Inscrit MH (1978, 2011) · Notice no PA00089458 · Notice no IA00004809 · Jardin remarquable · Notice no JAR0000068 | XVIIIe et XIXe siècles                                           | 48° 17′ 37″ N, 1° 57′ 31″ O  |              |
| Classicisme, classique                                      | Château de Catuelan                            | Hénon                                           | Inscrit MH (1964) · Notice no PA00089200                                                                                               | XVIIIe siècle                                                    | 48° 24′ 15″ N, 2° 40′ 20″ O  |              |
| Classicisme, classique                                      | Château de La Caunelaye                        | Plancoët                                        | Notice no IA22132443 | XVIIIe siècle                                                    | 48° 29′ 45″ N, 2° 12′ 23″ O  |              |
| Manoir, gentilhommière · Ruine ou disparu                   | Manoir et Tour de Cesson                       | Saint-Brieuc                                    | Inscrit MH (1926) · Notice no PA00089603                                                                                               | XIXe et XVe siècles                                              | 48° 31′ 44″ N, 2° 43′ 22″ O  |              |
| Renaissance                                                 | Château de Chalonge                            | Trévron                                         | Inscrit MH (1926) · Notice no PA00089739 · Notice no IA22018128                                                                        | XVe et XVIe siècles, XVIIe siècle                                | 48° 11′ 46″ N, 2° 49′ 33″ O  |              |
| Néo-classique                                               | Château de Coat-an-Noz                         | Belle-Isle-en-Terre                             | Notice no IA00004362 | XIXe siècle                                                      | 48° 30′ 56″ N, 3° 23′ 34″ O  |              |
| Néo-classique                                               | Château du Coat-Caric                          | Plestin-les-Grèves                              | Notice no IA22003191 | XIXe siècle                                                      | 48° 39′ 37″ N, 3° 37′ 19″ O  |              |
| Maison forte · Renaissance                                  | Château de Coat-Couraval                       | Glomel                                          | Inscrit MH (1964, 2020) · Classé MH (1981) · Notice no PA00089159                                                                      | XVe siècle, maison forte                                         | 48° 12′ 16″ N, 3° 21′ 21″ O  |              |
| Château fort · Ruine ou disparu                             | Château de Coat Men                            | Tréméven                                        | Inscrit MH (1927) · Notice no PA00089735                                                                                               | Moyen Âge, detruit                                               | 48° 39′ 55″ N, 3° 02′ 13″ O  |              |
| Manoir, gentilhommière · Ruine ou disparu                   | Manoir de Coat-Nevenez                         | La Roche-Jaudy (Pommerit-Jaudy)                 | Inscrit MH (1926) · Notice no PA00089535                                                                                               | XVIIe siècle, détruit en 1944                                    | 48° 42′ 39″ N, 3° 15′ 43″ O  |              |
| Château fort · Renaissance · Ruine ou disparu               | Château de Coatfrec                            | Ploubezre                                       | Inscrit MH (1927) · Notice no PA00089468                                                                                               | XVe siècle, château aujourd'hui en travaux, pas ouvert au public | 48° 42′ 32″ N, 3° 25′ 20″ O  |              |
| Classicisme, classique                                      | Château de Coatilliau                          | Ploubezre                                       | Notice no IA22132139 | XVIIIe siècle                                                    | 48° 43′ 00″ N, 3° 26′ 55″ O  |              |
| Néo-classique                                               | Château de Coëtando                            | Lanrodec                                        | Notice no IA22005228 | XIXe siècle                                                      | 48° 32′ 01″ N, 3° 02′ 01″ O  |              |
| Château fort · Ruine ou disparu                             | Château de Coëtquen                            | Saint-Hélen                                     | Inscrit MH (1927) · Notice no PA00089632                                                                                               | XVe et XVIIe siècles                                             | 48° 28′ 17″ N, 1° 56′ 16″ O  |              |
| Renaissance                                                 | Château de la Conninais                        | Taden                                           | Inscrit MH (1926) · Notice no PA00089664 · Notice no IA22132829                                                                        | XVe siècle                                                       | 48° 27′ 57″ N, 2° 02′ 43″ O  |              |
| Château fort · Ruine ou disparu                             | Château de Corlay                              | Corlay                                          | Inscrit MH (1926) · Notice no PA00089064                                                                                               | XVe siècle                                                       | 48° 19′ 06″ N, 3° 03′ 38″ O  |              |
| Maison (noble)                                              | Château de Costaérès                           | Trégastel                                       | Notice no IA22000298 Notice no IA22007193                                                                                              | XIXe siècle, site privé, ne se visite pas.                       | 48° 50′ 07″ N, 3° 29′ 33″ O  |              |
| Manoir, gentilhommière                                      | Manoir de la Coudraye                          | Beaussais-sur-Mer (Ploubalay)                   | Notice no PA00089460 Notice no IA22017367                                                                                              | XVe et XVIIIe siècles                                            | 48° 33′ 08″ N, 2° 09′ 56″ O  |              |
| Classicisme, classique                                      | Château de Couëllan                            | Guitté                                          | Inscrit MH (1976) · Notice no PA00089191 · Notice no IA22015320                                                                        | XVIIe et XVIIIe siècles                                          | 48° 16′ 56″ N, 2° 08′ 47″ O  |              |
| Manoir, gentilhommière                                      | Manoir de Coutances                            | Taden                                           | Notice no IA22133274 | XVe et XVIIe siècles                                             | 48° 30′ 22″ N, 2° 01′ 45″ O  |              |
| Renaissance                                                 | Château de Craffault                           | Plédran                                         | Inscrit MH (1990) · Notice no PA00089765                                                                                               | XVe et XIXe siècles                                              | 48° 26′ 49″ N, 2° 47′ 05″ O  |              |
| Renaissance · Classicisme, classique · Ruine ou disparu     | Château de Crénan                              | Le Fœil                                         | Classé MH (1969) · Notice no PA00089151                                                                                                | XVe et XVIe siècles, XVIIe siècle                                | 48° 25′ 14″ N, 2° 53′ 09″ O  |              |
| Manoir, gentilhommière                                      | Château de la Crochais                         | Beaussais-sur-Mer (Ploubalay)                   | Notice no IA22017364 | XVe et XVIIIe siècles                                            | 48° 33′ 45″ N, 2° 04′ 54″ O  |              |
| Château fort · Ruine ou disparu                             | Château de Dinan                               | Dinan                                           | Inscrit MH (2004) · Notice no PA22000021 · Notice no IA22018107                                                                        | XIIIe et XIVe siècles, XVe siècle                                | 48° 27′ 01″ N, 2° 02′ 41″ O  |              |
| Renaissance · Palais                                        | Manoir de la Folinaye                          | Hénanbihen                                      | | XVIe siècle                                                      | 48° 33′ 06″ N, 2° 23′ 24″ O  |              |
| Manoir, gentilhommière                                      | Château de la Fontaine-Saint-Père              | Quessoy                                         | Inscrit MH (2002) · Notice no PA22000014                                                                                               | XVIIIe siècle                                                    | 48° 25′ 13″ N, 2° 39′ 15″ O  |              |
| Manoir, gentilhommière                                      | Manoir des Fossés                              | Plélan-le-Petit                                 | Inscrit MH (1992) · Notice no PA00089771                                                                                               | XIVe siècle, maison forte                                        | 48° 26′ 22″ N, 2° 13′ 37″ O  |              |
| Classicisme, classique                                      | Château de Galinée                             | Saint-Cast-le-Guildo (rue de Galinée)           | Notice no IA22000835 | XVIe et XVIIe siècles, XVIIIe et XIXe siècles                    | 48° 35′ 03″ N, 2° 15′ 23″ O  |              |
| Renaissance · Ruine ou disparu                              | Château de la Garaye                           | Taden                                           | Classé MH (1920) · Notice no PA00089665 · Notice no IA22132830                                                                         | XVIe et XVIIIe siècles                                           | 48° 28′ 29″ N, 2° 03′ 13″ O  |              |
| Manoir, gentilhommière                                      | Manoir de Garouët                              | Yvignac-la-Tour                                 | Inscrit MH (1930) · Notice no PA00089756                                                                                               | Moyen Âge                                                        | 48° 22′ 54″ N, 2° 10′ 47″ O  |              |
| Ruine ou disparu                                            | Château de Geoffroy Baluçon                    | Beaussais-sur-Mer (Plessix-Balisson)            | | Moyen Âge                                                        | 48° 32′ 17″ N, 2° 08′ 37″ O  |              |
| Classicisme, classique                                      | Château Goëlo                                  | Plélo                                           | Inscrit MH (1990) · Notice no PA00089766                                                                                               | XVIIe siècle                                                     | 48° 32′ 11″ N, 2° 52′ 49″ O  |              |
| Néo-classique                                               | Château de Goudemail                           | Lanrodec                                        | Notice no IA22005232 Notice no IA00003888                                                                                              | XVIIIe et XIXe siècles                                           | 48° 30′ 40″ N, 3° 01′ 26″ O  |              |
| Manoir, gentilhommière                                      | Manoir de la Grand-Cour                        | Taden                                           | Classé MH (1993) · Notice no PA00089666 · Notice no IA22132832                                                                         | XIVe siècle                                                      | 48° 28′ 31″ N, 2° 01′ 02″ O  |              |
| Classicisme, classique                                      | Château de la Grand'Ville                      | Bringolo                                        | Inscrit MH (2012) · Notice no PA00089041                                                                                               | XVIIe et XIXe siècles                                            | 48° 35′ 04″ N, 2° 59′ 28″ O  |              |
| Manoir, gentilhommière                                      | Manoir de la Guérais                           | Beaussais-sur-Mer (Ploubalay)                   | Notice no IA22017365 | XVIIe siècle                                                     | 48° 35′ 08″ N, 2° 08′ 16″ O  |              |
| Château fort · Renaissance                                  | Château de la Guérande                         | Hénanbihen                                      | | XVe siècle, a vérifier                                           | 48° 32′ 10″ N, 2° 23′ 27″ O  |              |
| Manoir, gentilhommière                                      | Manoir du Guermain                             | Le Fœil                                         | Inscrit MH (1964) · Notice no PA00089153                                                                                               | XVIe siècle                                                      | 48° 24′ 48″ N, 2° 55′ 48″ O  |              |
| Renaissance · Ruine ou disparu                              | Château du Guildo                              | Créhen                                          | Inscrit MH (1951) · Notice no PA00089069 · Notice no IA22010612                                                                        | XIIe siècle                                                      | 48° 37′ 48″ N, 2° 15′ 24″ O  |              |
| Classicisme, classique                                      | Château du Guillier                            | Plédéliac                                       | Inscrit MH (1990) · Notice no PA00089759 · Notice no IA22000182                                                                        | XVIIe et XVIIIe siècles                                          | 48° 25′ 21″ N, 2° 21′ 44″ O  |              |
| Renaissance · Palais                                        | Château de La Guyomarais                       | Saint-Denoual                                   | | XVIe siècle                                                      | 48° 30′ 37″ N, 2° 23′ 05″ O  |              |
| Château fort · Renaissance                                  | Château de Hac                                 | Le Quiou                                        | Classé MH (1993) · Inscrit MH (2012) · Notice no PA00089567 · Notice no IA00004857                                                     | XVe siècle                                                       | 48° 20′ 27″ N, 2° 00′ 21″ O  |              |
| Classicisme, classique                                      | Château de la Houssaye                         | Quessoy                                         | Classé MH (1982) · Inscrit MH (2020) · Notice no PA00089548                                                                            | XVIIIe siècle                                                    | 48° 26′ 01″ N, 2° 42′ 07″ O  |              |
| Manoir, gentilhommière                                      | Manoir de la Houssaye                          | Quessoy                                         | |                                                                  | 48° 26′ 00″ N, 2° 42′ 11″ O  |              |
| Château fort · Classicisme, classique                       | Château de la Hunaudaye                        | Plédéliac                                       | Classé MH (1922, 1930) · Notice no PA00089396                                                                                          | XIVe et XVIIe siècles                                            | 48° 28′ 22″ N, 2° 20′ 20″ O  |              |
| Classicisme, classique                                      | Château de Kéralio                             | Plouguiel                                       | Inscrit MH (1930) · Notice no PA00089486 · Notice no IA22011460                                                                        | XVIe et XVIIe siècles                                            | 48° 49′ 05″ N, 3° 14′ 54″ O  |              |
| Manoir, gentilhommière                                      | Manoir de Kerallic                             | Plestin-les-Grèves                              | Notice no IA22003195 | XVIe et XVIIe siècles, XIXe siècle                               | 48° 40′ 15″ N, 3° 36′ 55″ O  |              |
| Manoir, gentilhommière                                      | Manoir de Keranguevel                          | Paule                                           | 48° 14′ 32″ N, 3° 27′ 33″ O | Notice no PA22000064                                             |                              |              |
| Classicisme, classique                                      | Château de Kéranno                             | Grâces                                          | Inscrit MH (1965) · Notice no PA00089171 · Notice no IA00003530                                                                        | XVIIe et XVIIIe siècles                                          | 48° 32′ 19″ N, 3° 11′ 09″ O  |              |
| Néo-classique                                               | Château de Kerbic                              | Pommerit-le-Vicomte                             | | XVIIIe et XIXe siècles                                           | 48° 36′ 23″ N, 3° 05′ 18″ O  |              |
| Château fort · Classicisme, classique                       | Château de Kerduel                             | Pleumeur-Bodou                                  | Inscrit MH (1978) · Notice no PA00089438 · Notice no IA22005694                                                                        | Moyen Âge, XVIIe et XIXe siècles                                 | 48° 45′ 57″ N, 3° 29′ 41″ O  |              |
| Manoir, gentilhommière                                      | Manoir de Kergouran                            | Mellionnec                                      | Notice no IA00003459 | XVIe et XVIIe siècles                                            | 48° 10′ 42″ N, 3° 18′ 32″ O  |              |
| Château fort · Renaissance                                  | Château de Kergrist                            | Ploubezre                                       | Inscrit MH (1926) · Notice no PA00089469 · Notice no IA22132115 · Notice no IA22132267                                                 | XVe siècle                                                       | 48° 39′ 49″ N, 3° 26′ 06″ O  |              |
| Manoir, gentilhommière · Ruine ou disparu                   | Manoir de Kérisac                              | Plouisy                                         | Inscrit MH (1926) · Notice no PA00089492                                                                                               | XVIe siècle                                                      | 48° 34′ 15″ N, 3° 12′ 16″ O  |              |
| Manoir, gentilhommière                                      | Château de Kermaria                            | Yvignac-la-Tour                                 | Notice no IA22005206 | XIXe siècle                                                      | 48° 19′ 59″ N, 2° 09′ 32″ O  |              |
| Château fort · Classicisme, classique                       | Château de Kermezen                            | La Roche-Jaudy (Pommerit-Jaudy)                 | Notice no IA22132439 | XVe et XVIIe siècles, XIXe siècle, chapelle Ste Anne             | 48° 43′ 37″ N, 3° 16′ 00″ O  |              |
| Classicisme, classique                                      | Château de Kernabat                            | Plouisy                                         | Inscrit MH (1997) · Notice no PA22000004 · Notice no IA00003638                                                                        | XVIIe et XVIIIe siècles                                          | 48° 34′ 19″ N, 3° 11′ 09″ O  |              |
| Manoir, gentilhommière · Renaissance                        | Manoir de Kervégan                             | Lannion (Servel)                                | Inscrit MH (1964) · Notice no PA00089287 · Label « VMF Patrimoine historique » (2021)                                                  | XVe siècle, non ouvert au public                                 | 48° 44′ 30″ N, 3° 29′ 39″ O  |              |
| Manoir, gentilhommière                                      | Manoir de Kerviziou                            | Plestin-les-Grèves                              | Notice no IA22003184 | XVe et XVIe siècles, XVIIe et XIXe siècles                       | 48° 39′ 59″ N, 3° 36′ 15″ O  |              |
| Maison (noble)                                              | Château de Lancarré                            | Plestin-les-Grèves                              | Notice no IA22003196 | XIXe siècle                                                      | 48° 40′ 04″ N, 3° 35′ 41″ O  |              |
| Château fort                                                | Fort la Latte (Château de la Roche Goyon)      | Plévenon                                        | Classé MH (1925, 1934) · Notice no IA22004546                                                                                          | XIVe siècle                                                      | 48° 40′ 06″ N, 2° 17′ 05″ O  |              |
| Manoir, gentilhommière                                      | Manoir de Leslac'h                             | Plestin-les-Grèves                              | Inscrit MH (1927) · Notice no PA00089431                                                                                               | XVIIe siècle                                                     | 48° 39′ 29″ N, 3° 34′ 55″ O  |              |
| Manoir, gentilhommière · Renaissance                        | Château de Lesmaës                             | Plestin-les-Grèves                              | Inscrit MH (1927) · Notice no PA00089427 · Notice no IA22003181                                                                        | XVe et XVIe siècles                                              | 48° 38′ 32″ N, 3° 39′ 09″ O  |              |
| Manoir, gentilhommière                                      | Manoir de Lezormel                             | Plestin-les-Grèves                              | Notice no IA22003188 | XVe et XVIe siècles, XIXe siècle                                 | 48° 37′ 23″ N, 3° 39′ 09″ O  |              |
| Classicisme, classique                                      | Châteaux de Limoëlan                           | Sévignac                                        | Inscrit MH (1991) · Notice no PA00089769                                                                                               | XVIIIe siècle                                                    | 48° 19′ 05″ N, 2° 19′ 00″ O  |              |
| Classicisme, classique                                      | Château de Lorges                              | L'Hermitage-Lorge                               | Inscrit MH (1963) · Notice no PA00089202                                                                                               | XVIIIe siècle                                                    | 48° 20′ 19″ N, 2° 49′ 39″ O  |              |
| Manoir, gentilhommière                                      | Château du Lorgerie                            | Hénanbihen                                      | | chambres d'hôtes                                                 | 48° 33′ 25″ N, 2° 23′ 00″ O  |              |
| Classicisme, classique                                      | Château de Loziers                             | Plumaugat                                       | Inscrit MH (1992) · Notice no PA00089775 · Notice no IA00004690                                                                        | XVIIe et XVIIIe siècles                                          | 48° 14′ 24″ N, 2° 16′ 04″ O  |              |
| Classicisme, classique                                      | Château de Lysandré                            | Plouha                                          | Inscrit MH (1952) · Notice no PA00089488                                                                                               | XVIIe et XVIIIe siècles                                          | 48° 39′ 33″ N, 2° 56′ 27″ O  |              |
| Manoir, gentilhommière                                      | Château de la Mallerie                         | Beaussais-sur-Mer (Ploubalay)                   | Notice no IA22017368 | XVIIe et XVIIIe siècles                                          | 48° 33′ 35″ N, 2° 06′ 15″ O  |              |
| Néo-classique                                               | Château des Marais                             | Hillion                                         | Notice no IA22001650 | XIXe et XXe siècles                                              | 48° 30′ 16″ N, 2° 40′ 17″ O  |              |
| Classicisme, classique                                      | Château de Monchoix                            | Pluduno                                         | Inscrit MH (2004) · Notice no PA22000017                                                                                               | XVIIIe siècle                                                    | 48° 31′ 27″ N, 2° 15′ 37″ O  |              |
| Château fort · Ruine ou disparu                             | Château de Montalifant ou Montafilant          | Corseul                                         | Inscrit MH (1926) · Notice no PA00089067 · Notice no IA22132559                                                                        | XIIe et XIIIe siècles, XVe siècle                                | 48° 29′ 08″ N, 2° 11′ 25″ O  |              |
| Néo-gothique                                                | Château de Monterfil                           | Corseul                                         | Notice no IA22005301 | XIXe siècle                                                      | 48° 28′ 55″ N, 2° 09′ 53″ O  |              |
| Classicisme, classique                                      | Château de la Motte-Basse                      | Le Gouray                                       | Inscrit MH (1975) · Notice no PA00089170                                                                                               | XVIIIe siècle                                                    | 48° 19′ 15″ N, 2° 28′ 37″ O  |              |
| Motte castrale ou féodale · Château fort · Ruine ou disparu | Château de la Motte-Broons                     | Broons                                          | | XIIe siècle, ne reste aujourd'hui plus aucune trace              | 48° 17′ 42″ N, 2° 16′ 39″ O  |              |
| Classicisme, classique                                      | Château de La Moussaye                         | Plénée-Jugon                                    | Notice no IA22000159 | XVIe et XVIIe siècles, XIXe siècle                               | 48° 19′ 49″ N, 2° 23′ 09″ O  |              |
| Manoir, gentilhommière                                      | Manoir de la Noë-Sèche                         | Le Fœil                                         | Classé MH (1936) · Notice no PA00089154                                                                                                | XVe siècle                                                       | 48° 25′ 02″ N, 2° 55′ 06″ O  |              |
| Château fort · Classicisme, classique                       | Château du Parc                                | Le Mené (Saint-Jacut-du-Mené)                   | Inscrit MH (1949, 1956) · Notice no PA00089633                                                                                         | XIVe et XVIIe siècles                                            | 48° 17′ 01″ N, 2° 27′ 28″ O  |              |
| Forteresse, fort(ification) · Ruine ou disparu              | Camp de Péran                                  | Plédran                                         | Classé MH (1875) · Notice no PA00089399                                                                                                | Haut Moyen Âge, forteresse carolingienne                         | 48° 26′ 48″ N, 2° 44′ 41″ O  |              |
| Renaissance · Ruine ou disparu                              | Château de Perrien                             | Lanrodec                                        | Inscrit MH (1928) · Notice no PA00089295 · Notice no IA00003887                                                                        | XVIe et XVIIe siècles                                            | 48° 28′ 56″ N, 3° 01′ 28″ O  |              |
| Château fort · Ruine ou disparu                             | Château de Pierre II                           | Guingamp                                        | Inscrit MH (1926) · Notice no PA00089176 · Notice no IA00003544                                                                        | XIe siècle, rénové en 2015                                       | 48° 33′ 36″ N, 48° 33′ 36″ E |              |
| Manoir, gentilhommière                                      | Manoir de Plessix-Balisson                     | Beaussais-sur-Mer (Plessix-Balisson)            | Notice no IA22017351 | XIXe siècle                                                      | 48° 32′ 17″ N, 2° 08′ 29″ O  |              |
| Manoir, gentilhommière                                      | Manoir du Plessix-Madeuc                       | Corseul                                         | Notice no IA22133176 | XVIIe et XVIIIe siècles, XIXe siècle                             | 48° 28′ 09″ N, 2° 09′ 48″ O  |              |
| Manoir, gentilhommière                                      | Manoir du Plessix-Méen                         | Pluduno                                         | | XVIIe siècle                                                     | 48° 30′ 00″ N, 2° 16′ 37″ O  |              |
| Néo-classique                                               | Château des Portes                             | Noyal                                           | Inscrit MH (2012) · Notice no PA22000036                                                                                               | XIXe siècle                                                      | 48° 26′ 47″ N, 2° 27′ 09″ O  |              |
| Manoir, gentilhommière                                      | Manoir du Poull                                | Mellionnec                                      | Notice no IA22132433 | XVIe et XVIIIe siècles, XIXe et XXe siècles                      | 48° 11′ 02″ N, 3° 16′ 58″ O  |              |
| Classicisme, classique                                      | Château de Quintin                             | Quintin                                         | Classé MH (1983) · Inscrit MH (2021) · Notice no PA00089554                                                                            | XVIIe siècle                                                     | 48° 24′ 11″ N, 2° 54′ 31″ O  |              |
| Maison (noble)                                              | Château de la Ravillais                        | Beaussais-sur-Mer (Ploubalay)                   | Notice no IA22133549 | XVIIIe et XIXe siècles                                           | 48° 33′ 42″ N, 2° 07′ 50″ O  |              |
| Classicisme, classique                                      | Château du Restmeur                            | Pommerit-le-Vicomte                             | Inscrit MH (1997) · Notice no PA22000006                                                                                               | XVIIIe siècle                                                    | 48° 37′ 37″ N, 3° 06′ 54″ O  |              |
| Classicisme, classique                                      | Château de Robien                              | Le Fœil                                         | Inscrit MH (1946) · Notice no PA00089152                                                                                               | XVIIIe siècle                                                    | 48° 23′ 13″ N, 2° 55′ 36″ O  |              |
| Château fort                                                | Château de La Roche-Guéhennec                  | Mûr-de-Bretagne                                 | | XIIIe siècle                                                     | 48° 12′ 03″ N, 2° 59′ 05″ O  |              |
| Château fort · Renaissance                                  | Château de la Roche-Jagu                       | Ploëzal                                         | Classé MH (1930, 1969) · Notice no PA00089447 · Jardin remarquable · Notice no JAR0000067                                              | XVe siècle                                                       | 48° 44′ 00″ N, 3° 09′ 05″ O  |              |
| Manoir, gentilhommière                                      | Manoir de La Rocherousse                       | Quessoy                                         | Inscrit MH (2002) · Notice no PA22000015                                                                                               | XVIe et XVIIe siècles                                            | 48° 25′ 47″ N, 2° 39′ 22″ O  |              |
| Château fort · Classicisme, classique                       | Château de Rosanbo                             | Lanvellec                                       | Inscrit MH (1930) · Notice no PA00089300 · Notice no IA22016824 · Notice no IA22017126 · Jardin remarquable · Notice no JAR0000064     | XIVe siècle, XVIIe et XXe siècles                                | 48° 37′ 32″ N, 3° 33′ 10″ O  |              |
| Néo-classique                                               | Château de Saint-Aubin                         | Plédéliac                                       | Notice no IA22000208 | XXe siècle                                                       | 48° 29′ 29″ N, 2° 23′ 46″ O  |              |
| Néo-classique                                               | Château de Saint-Cast                          | Saint-Cast-le-Guildo (allée du Val Saint-Rieul) | Notice no IA22000974 | XVIIIe et XIXe siècles                                           | 48° 37′ 25″ N, 2° 15′ 29″ O  |              |
| Classicisme, classique                                      | Château de Saint-Riveul                        | Plénée-Jugon                                    | Notice no IA22000152 | XVIe et XVIIIe siècles                                           | 48° 22′ 15″ N, 2° 23′ 35″ O  |              |
| Renaissance                                                 | Château des Salles                             | Guingamp                                        | Inscrit MH (1964) · Notice no PA00089177 · Notice no IA00003582                                                                        | XVe siècle                                                       | 48° 33′ 30″ N, 3° 09′ 23″ O  |              |
| Renaissance                                                 | Château de la Tandourie                        | Corseul                                         | | XVIe siècle                                                      | 48° 30′ 04″ N, 2° 11′ 04″ O  |              |
| Commanderie · Ruine ou disparu                              | Commanderie du temple de la Nouée              | Yvignac-la-Tour                                 | Inscrit MH (1976) · Notice no PA00089754                                                                                               | XIIe siècle                                                      | 48° 23′ 11″ N, 2° 09′ 20″ O  |              |
| Château fort · Ruine ou disparu                             | Château de Tonquédec                           | Tonquédec                                       | Classé MH (1862) · Notice no PA00089667 · Notice no IA22016841 · Notice no IA22017478                                                  | XIIe siècle                                                      | 48° 40′ 12″ N, 3° 23′ 44″ O  |              |
| Manoir, gentilhommière · Ruine ou disparu                   | Château de la Touche-à-la-Vache                | Créhen                                          | Inscrit MH (1926) · Notice no PA00089070 · Notice no IA22010611                                                                        | XVe et XVIIe siècles XVIIIe siècle                               | 48° 31′ 17″ N, 2° 11′ 47″ O  |              |
| Renaissance                                                 | Château de la Touche-Trébry                    | Trébry                                          | Inscrit MH (1927) · Notice no PA00089674                                                                                               | XIVe siècle                                                      | 48° 21′ 26″ N, 2° 34′ 16″ O  |              |
| Classicisme, classique                                      | Château de Trégarantec                         | Mellionnec                                      | Inscrit MH (1997) · Notice no PA22000003 · Notice no IA00003458                                                                        | XVIIe et XVIIIe siècles                                          | 48° 10′ 31″ N, 3° 20′ 02″ O  |              |
| Classicisme, classique                                      | Château du Val d'Arguenon                      | Saint-Cast-le-Guildo (rue du Val)               | Notice no IA22000882 | XVIe et XVIIe siècles, XVIIIe et XIXe siècles                    | 48° 34′ 51″ N, 2° 12′ 53″ O  |              |
| Manoir, gentilhommière                                      | Manoir de Vaumadeuc                            | Pléven                                          | Inscrit MH (1926) · Notice no PA00089445                                                                                               | XIIIe et XVe siècles, XVIe siècle                                | 48° 29′ 18″ N, 2° 19′ 52″ O  |              |
| Néo-classique                                               | Château de la Vieuxville                       | Saint-Cast-le-Guildo (rue du Moulin d'Anne)     | Notice no IA22000958 | XVIIIe et XIXe siècles                                           | 48° 37′ 18″ N, 2° 15′ 14″ O  |              |
| Manoir, gentilhommière                                      | Manoir de la Ville-Aux-Veneurs                 | Trévé                                           | Inscrit MH (1975) · Notice no PA00089738 · Notice no IA22003555                                                                        | XVIIIe siècle                                                    | 48° 11′ 37″ N, 2° 49′ 35″ O  |              |
| Manoir, gentilhommière · Renaissance                        | Manoir de la Ville Baslin                      | Plélo                                           | | XVIe siècle                                                      | 48° 31′ 43″ N, 2° 55′ 46″ O  |              |
| Néo-classique                                               | Château de la Ville-Davy (de la Ville-David)   | Quessoy                                         | Notice no IA22005266 | XIXe siècle                                                      | 48° 25′ 33″ N, 2° 40′ 01″ O  |              |
| Classicisme, classique                                      | Château de la Ville Huchet (Château de Plouer) | Plouër-sur-Rance                                | Inscrit MH (1964) · Notice no PA00089474                                                                                               | XVIIe et XVIIIe siècles                                          | 48° 31′ 21″ N, 2° 00′ 22″ O  |              |
| Néo-classique                                               | Château de la Villehelleuc                     | Hénanbihen                                      | Notice no IA22005299 | XIXe siècle                                                      | 48° 33′ 10″ N, 2° 23′ 45″ O  |              |
| Classicisme, classique                                      | Château de la Villeneuve                       | Lanmodez                                        | Notice no IA00004506 | XVIIe siècle                                                     | 48° 50′ 10″ N, 3° 06′ 10″ O  |              |
| Château fort · Néo-classique                                | Château d'Yvignac-la-Tour                      | Yvignac-la-Tour                                 | Inscrit MH (1964) · Notice no PA00089753                                                                                               | Moyen Âge, XVIIIe siècle                                         | 48° 21′ 43″ N, 2° 10′ 47″ O  |              |